# Massaker von Pınarcık
Das Massaker von Pınarcık (tr. Pınarcık Katliamı) fand am 20. Juni 1987 statt. Verübt wurde die Tat von Kämpfern der PKK. Dem Massaker fielen 30 Personen zum Opfer, darunter 6 Frauen und 16 Kinder. Ort des Geschehens war das Dorf Pınarcık im Bezirk Ömerli in der Provinz Mardin. Das Dorf wurde damals bewohnt von Dorfschützern, einer vom türkischen Staat aufgestellten und bezahlten kurdischen Miliz gegen die Arbeiterpartei Kurdistans.
Die PKK-Zeitung Serxwebûn veröffentlichte noch im selben Monat ein Bekenntnis zur Tat. Die Aktion in Pinarcik sei ein Schlag gegen den türkischen Kolonialismus gewesen.
Aliza Marcus beschreibt die Tat als das brutalste Massaker der PKK seit Bildung der Dorfschützermiliz. Die PKK habe zeigen wollen, dass kurdische Kollaborateure als Feinde betrachtet und getötet würden, um so die Milizionäre zum Verlassen des Dorfschützersystems zu bewegen. Andrew Mango schrieb, dass vier der Getöteten zu den Dorfschützern gehört hätten, und ordnete die Tat als „umfassendes Abschlachten tribaler Feinde“ (wholesale slaughter of tribal enemies) ein.
Wenige Tage nach dem Massaker warnten PKK-Kämpfer Dorfbewohner vor Verrat, wenn sie nicht wollten, dass man das Massaker wiederhole. Die türkische Öffentlichkeit war empört. Die kurdische Landbevölkerung hingegen hatte manchmal aufgrund der schlechten Anbindung keine Kenntnis der Vorgänge oder hielt die Berichte für erlogen, da der Staat oft lüge. Es gab auch Kurden, die die toten Zivilisten für bedauerlich, aber unausweichlich hielten. In derselben Provinz ließen die Rebellen die Bewohner von drei weiteren Dörfern antreten, die nicht zum Dorfschützersystem gehörten.
Am Jahrestag des Massakers, dem 20. Juni 2016, erschienen in den Tageszeitungen Sabah und Milliyet Reportagen mit einem Überlebenden, der bei dem Angriff Frau und Kinder verloren hatte. Dieser erklärte, die PKK habe an jenem Abend von drei Seiten angegriffen und sei ins Dorf eingedrungen, als den Dorfschützern die Munition ausgegangen sei. Die Angreifer hätten die Häuser in Brand gesteckt und wahllos Frauen, Kinder und Vieh getötet.
2011 berichtete der im Susurluk-Skandal verurteilte Ayhan Çarkın, dass nicht die PKK, sondern JİTEM, der extralegale Geheimdienst der Jandarma, das Verbrechen begangen habe.